# سن جولیان
سن جولیان 
(به مالتی: San Ġiljan) شهری در ناحیهٔ هاربور شمالی واقع در کشور مالت است که در سال ۱۹۹۵ میلادی ۷٫۳۵۲ نفر جمعیت داشته اما جمعیت آن در سال ۲۰۰۵ میلادی ۷٫۶۶۷ نفر بوده‌است.